# Lophophanes
Lophophanes (kuifmezen) is een geslacht van zangvogels uit de familie  Paridae (mezen). De wetenschappelijke naam van het geslacht is voor het eerst geldig gepubliceerd in 1829 door Kaup. De soorten van dit geslacht werden traditioneel in het geslacht Parus beschreven, maar sinds 2005 is het een apart geslacht Lophophanes.

## Soorten
De volgende soorten zijn bij het geslacht ingedeeld:
- Lophophanes cristatus – Kuifmees
- Lophophanes dichrous – Grijskuifmees

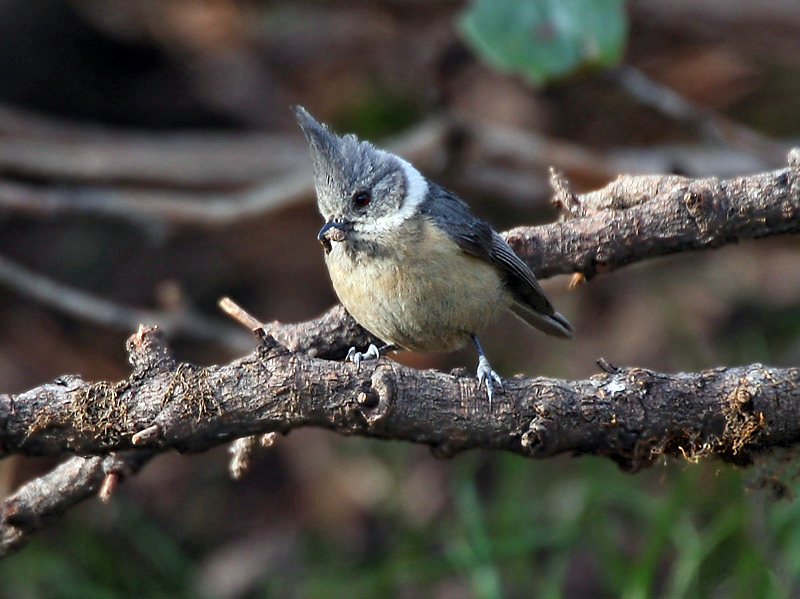
Grijskuifmees in Himachal Pradesh, India.
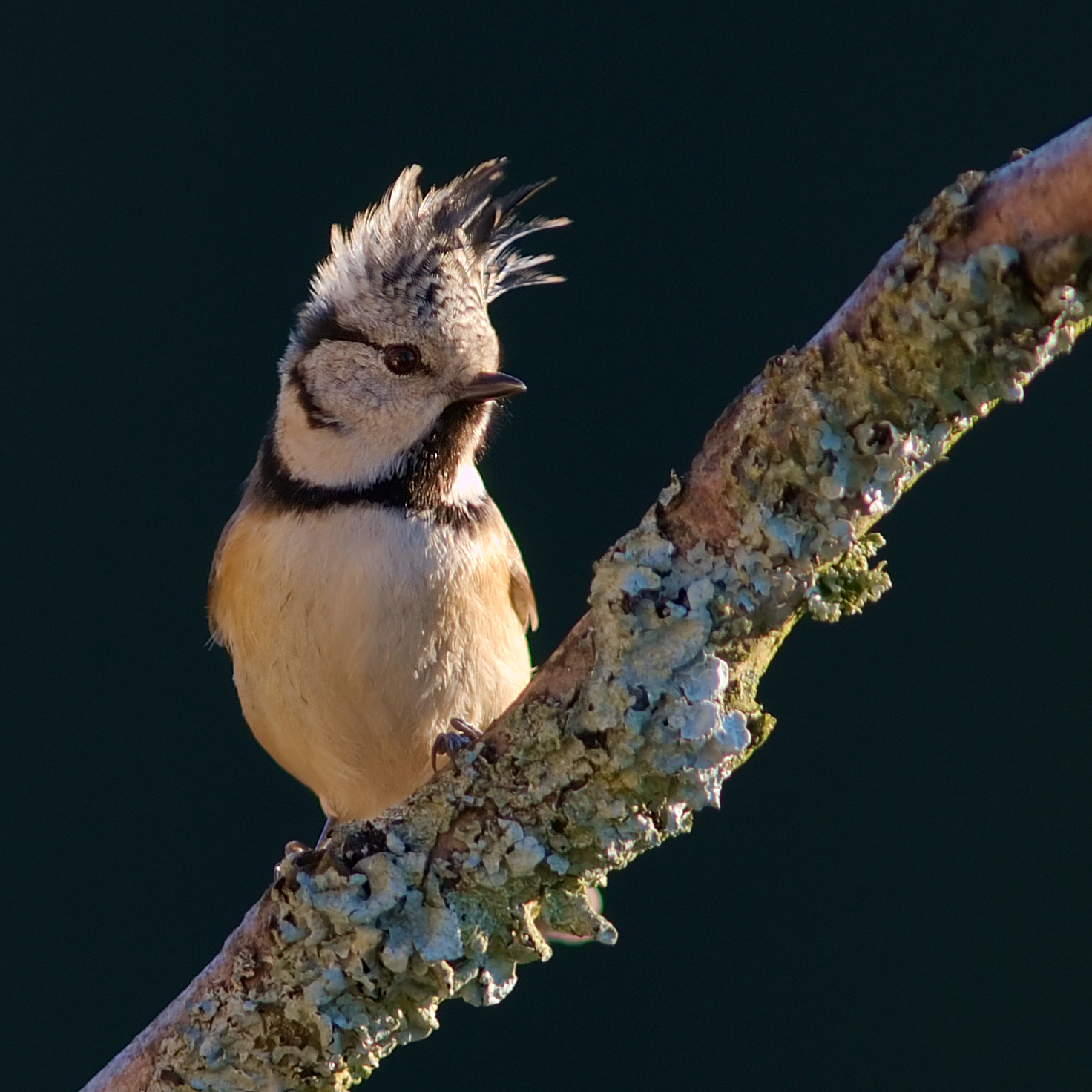
Kuifmees